# Pulau Chermin
Pulau Chermin är en ö i Brunei. Den ligger i den nordöstra delen av landet. Ön är täckt av skog.
Tropiskt regnskogsklimat råder i trakten.